# A Night of Neglect
«A Night of Neglect» es el decimoséptimo episodio de la segunda temporada de la serie de televisión estadounidense Glee y el trigésimo noveno de su cómputo general. Fue escrito por el cocreador de la serie Ian Brennan y dirigido por Carol Banker. Fue emitido por la cadena Fox en Estados Unidos el 19 de abril de 2011. Su trama se centra en la organización de un concierto benéfico por parte de New Directions cuyos fondos irán destinados a un grupo extraescolar del Instituto McKinley y en los intentos de la entrenadora Sue Sylvester (Jane Lynch) por frustrarlo reclutando a quienes odian al coro.
En su emisión inicial, el episodio fue visto por 9,80 millones de espectadores estadounidenses, y obtuvo una calificación de 3.8/11 en la demografía de 18–49. El comentario crítico fue generalmente negativo. En general, a los revisores no les gustó la historia centrada en la subestimación de la estudiante Mercedes Jones (Amber Riley), aunque elogió su interpretación de "Ain't No Way" de Aretha Franklin. Los momentos de comedia del episodio atrajeron algunos elogios, aunque las estrellas invitadas y la trama de League of Doom fueron mal recibidas, al igual que el corte corto de un solo de Jenna Ushkowitz, y una interpretación de "Turning Tables" de Adele por Paltrow, que la crítica encontró inferior. al original.

## Sinopsis
Bajo en fondos para un próximo viaje de competencia, el director del club Glee, Will Schuester (Matthew Morrison) sugiere que los miembros del club vendan caramelos de agua salada para recaudar fondos. Los miembros de New Directions Mike Chang (Harry Shum, Jr.), Artie Abrams (Kevin McHale) y Tina Cohen-Chang (Jenna Ushkowitz) revelan que están en el equipo de decatlón académico, que también está teniendo problemas de financiación. Brittany Pierce (Heather Morris) es la cuarta miembro suplente, y demuestra ser sorprendentemente conocedora de las enfermedades de los gatos. La novia de Will, la maestra sustituta Holly Holliday (Gwyneth Paltrow), sugiere celebrar un concierto benéfico para el equipo de decatlón en lugar de vender taffy adicional. La exalumna de McKinley, Sunshine Corazón (Charice), quien desertó con el club de glee rival Vocal Adrenaline, recibe el número de cierre en el concierto luego de prometer traer a sus 600 seguidores en Twitter. La entrenadora de porristas Sue Sylvester (Jane Lynch) crea una "League of Doom", con miembros que incluyen a la exesposa de Will, Terri Schuester (Jessalyn Gilsig), la entrenadora de adrenalina vocal Dustin Goolsby (Cheyenne Jackson) y la exmaestra de McKinley High, Sandy Ryerson (Stephen Tobolowsky), para destruir el club Glee. Encargado de separar a Will y Holly, Dustin hace un intento fallido de seducirla. La relación de interés comienza a desmoronarse de todos modos, cuando Will ayuda a su antigua amada Emma Pillsbury (Jayma Mays) con su TOC agravado por el estrés, después de que ella revela que su esposo Carl Howell solicitó una anulación.
El exmiembro de New Directions Kurt Hummel (Chris Colfer) asiste al concierto, acompañado por su novio Blaine Anderson (Darren Criss). Se enfrentan a un matón homofóbico y encubierto, Dave Karofsky (Max Adler), quien se ve obligado a retroceder por Santana Lopez (Naya Rivera), en retribución por haberle lanzado previamente un granizado. Sunshine y sus seguidores se retiran del concierto por orden de Dustin, y los estudiantes de Sandy y McKinley, Jacob Ben Israel (Josh Sussman), Azimio (James Earl) y Becky Jackson (Lauren Potter), los únicos otros miembros de la audiencia, interrumpen el júbilo. Tina se reduce a las lágrimas por su abucheo; A Mike le va mejor, ya que a los entusiastas se les da un caramelo para mantener la boca llena. Durante el intermedio, Holly habla con los tres estudiantes sobre el costo oculto de los insultos y sugiere que aplaudan en lugar de burlarse, pero optan por irse. Holly interpreta las "Turning Table" de Adele a Will. Mercedes Jones (Amber Riley), quien, por consejo de Lauren Zizes (Ashley Fink) ha pasado el período previo al concierto haciendo demandas escandalosas a sus compañeros de club para que los respeten más, realiza el número final: una versión poderosa de "Ain't No Way" de Aretha Franklin. Ella sorprende a Sandy, quien dona parte de sus beneficios de drogas para financiar el equipo de decatlón académico.
Holly toma un trabajo en Cleveland, dejando a Will libre para perseguir a Emma, mientras que Sue decide llevar a Terri al juego. El episodio termina con la pregunta de desempate de la final académica de decatlón, que se encuentra en la categoría "simpatizantes nazis hermafroditas", un tema que se enseñó anteriormente en una lección de historia irreverente por parte de Holly.

## Producción
Las estrellas invitadas en el episodio fueron entre ellas Gwyneth Paltrow, quien aparece por tercera vez como la profesora Holly Holliday después de «The Substitute» y «Sexy». Cheyenne Jackson, quien interpreta al director de Vocal Adrenaline (Dustin Goolsby), y Charice Pempengco, quien interpreta a una de los miembros de dicho coro (Sunshine Corazón), regresan en «A Night of Neglect» tras haber aparecido anteriormente en el primer episodio de la segunda temporada, «Audition». Entre los actores recurrentes que aparecerán se incluyen los miembros del coro Mike Chang (Harry Shum, Jr.), Sam Evans (Chord Overstreet) y Lauren Zizes (Ashley Fink), los jugadores de fútbol Dave Karofsky (Max Adler) y Azimio (James Earl), el reportero de la escuela Jacob Ben Israel (Josh Sussman), la animadora Becky Jackson (Lauren Potter), el presentador de las noticias locales Rod Remington (Bill A. Jones), y Blaine Anderson (Darren Criss), miembro del coro de la Academia Dalton.
El miembro del reparto esta compusto por Cory Monteith, quien interpreta a Finn Hudson, anunció que el episodio se centraría en artistas que se han descuidado o se han subestimado en los últimos años. También habló sobre el intento de conseguir los derechos de licencia de una canción de Björk, La cantante islandesa y compositora se complicó inicialmente por el hecho de que aparentemente no tiene su número de teléfono. Con el tiempo se negó la solicitud, tal como reveló más tarde el co creador de Glee Ryan Murphy, porque sentía que la canción no habría sido apropiada para el uso en la escena de acompañamiento propuesta, pero se mantuvo abierto a las sugerencias de futuro. Las canciones que son versionadas en este episodio son, «Ain't No Way» de Aretha Franklin, interpretada por Amber Riley, el cover de Celine Dion de Eric Carmen «All by Myself», interpretada por Charice, «I Follow Rivers» de Lykke Li interpretada por Jenna Ushkowitz, de Adele «Turning Tables», interpretada por Paltrow. Esta fue la segunda vez que "All by Myself" es interpretada en la serie, la primera vez fue en el segundo episodio de la primera temporada. Las cuatro canciones han sido lanzadas como sencillos digitales en el sitio de descargas.

## Recepción

### Emisión y audiencia
El estreno de «A Night of Neglect», emitido el 19 de abril de 2011 en Estados Unidos por la cadena Fox, consiguió una audiencia media de 9,799 millones de espectadores y situó a Glee como la segunda opción más vista de su franja horaria —8-9 p. m.— y la quinta de la noche. Esta cifra supone un descenso de aproximadamente un 12% con respecto al episodio anterior, «Original Song», emitido un mes antes y visto por 11,146 millones de espectadores. La compañía Nielsen, que se encarga de medir las audiencias de televisión en Estados Unidos, divide a los espectadores en franjas demográficas y, generalmente, la más valorada es aquella que incluye a las personas de entre 18 y 49 años. «A Night of Neglect» alcanzó un 3,8% de rating (cuota sobre el total de hogares con televisor, esté o no conectado) y un 11% de share (cuota sobre el total que televisores que sí están conectados) en dicha franja. Estos datos, al igual que la audiencia total, suponen un descenso con respecto a «Original Song», que obtuvo un 4,2% y un 13%, respectivamente, pero, aun así, situaron al programa como el más visto de ese día en esta franja demográfica y en la quinta posición de la semana.

### Crítica
«A Night of Neglect», recibió mezcla de críticas negativas. Erica Futterman de la revista Rolling Stone consideró: un «episodio muy predecible», que olvidó tomar riesgos con sus números musicales y la dejó con un «sentimiento aburrido». Futterman también elogió el «regreso largamente esperado» de Jackson. Sandra Gonzales del Entertainment Weekly consideró que el mensaje del episodio fue confuso.
Lisa Morales del Washington Post no aprobó la "liga del mal» formado durante el episodio. Lisa Respers France, de CNN, dijo que el episodio no cumplió sus expectativas. Le preocupaba que la trama de Mercedes pudiera llevar a que el personaje se volviera antipático, y criticó la repentina marcha de Holly. Aunque le gustó el regreso de Sunshine, ver a Kurt y Blaine en el McKinley y el solo de Mercedes, señaló que «todos esos momentos fueron fugaces y sólo contribuyeron a la sensación de irregularidad de la serie».
Aly Semigran de MTV disfrutaron de la comedia y la conclusión de la trama de Holly, en lo que ella considera un episodio «bastante decente» a pesar de la apariencia de Charice encontrado en extrañas. Lisa Respers France de CNN dijo que el episodio no cumplió con sus expectativas. Le preocupaba que trama Mercedes 'puede llevar a convertirse en el personaje antipático, y criticó la repentina partida de Holly. Aunque le gustó el regreso de Sunshine, ver a Kurt y Blaine en McKinley y el solo de Mercedes, señaló que «todos esos momentos fueron fugaces y sólo contribuyeron a la sensación desigual del programa». Amy Reiter, de Los Angeles Times lo llamó una «mezcla peculiar». Myles McNutt de The A.V. Club ha calificado el episodio de «C». Sugirió que su propósito era hacer frente a dos críticas de la muestra: el uso bajo de los miembros secundarios, y el «comportamiento maniaco» de Sue. McNutt escribió, «no solo fue la interpretación de estas tareas irregulares en el mejor y el peor, francamente desagradable, pero la inutilidad creciente de la continuidad de esta serie hace que cualquiera y todos los desarrollos totalmente temporal».

### Números musicales

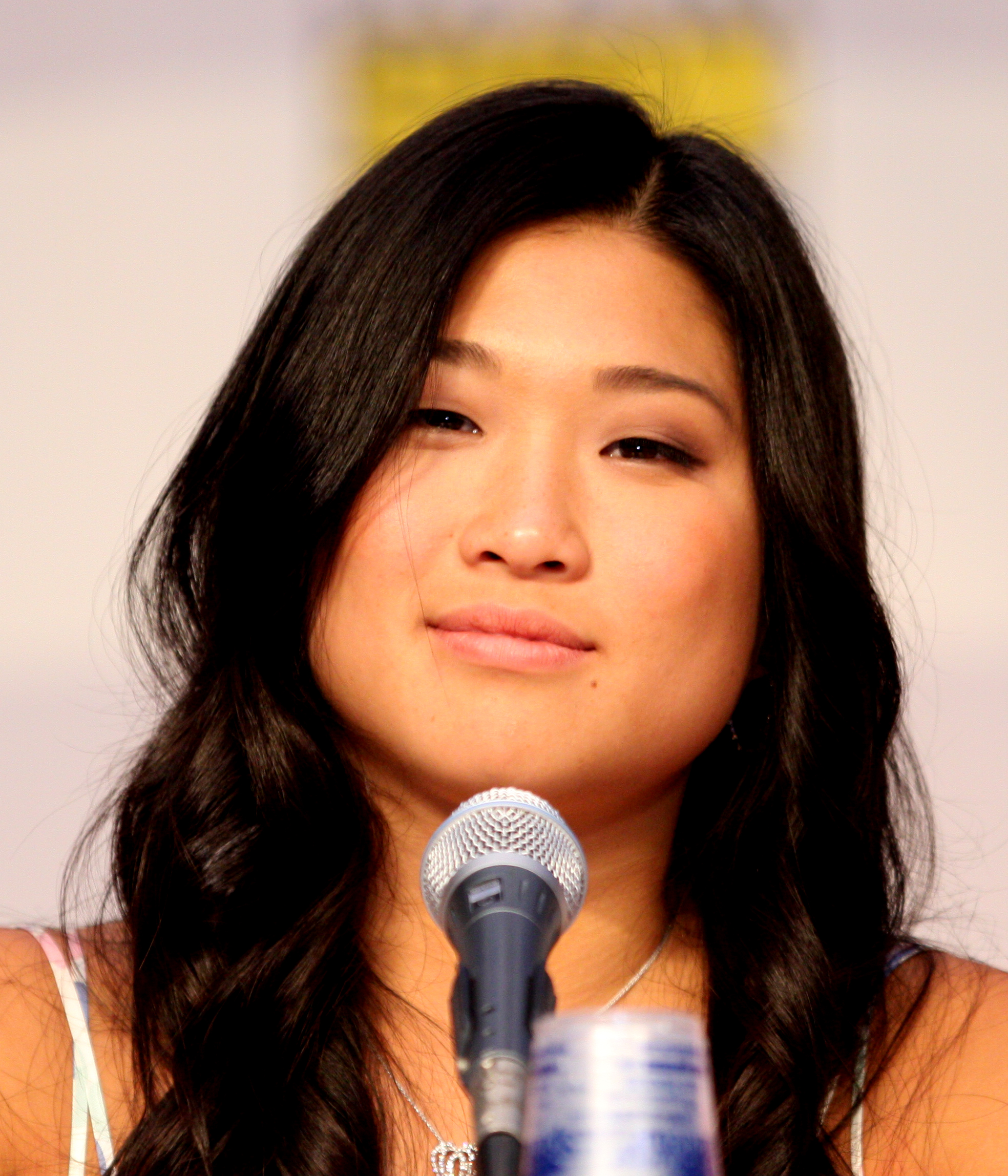
El episodio fue criticado, una vez más, por cortar un solo de Tina (Jenna Ushkowitz, en la foto).

Emily Exton de Entertainment Weekly observó no cumplió con los criterios "descuidados", también atrajo críticas mixtas. Futterman escribió que Charice "sacó todas las paradas", con su versión de "All By Myself", que alcanzó "las notas de poder [que proporcionaron] una amenaza viable para el canto de la diva de Rachel y Mercedes". Raymund Flandez, del Wall Street Journal, elogió su "control y eficiencia a pesar de su corta edad", Semigran lo calificó como una "interpretación conmovedora", y González le dio una "A", su calificación más alta conjunta del episodio. Su segunda "A" fue otorgada a "Bubble Toes", a la que llamó "una de las mejores [interpretaciones] de la temporada". Semigran estuvo de acuerdo, "el baile de [Mike] es increíble".
Los críticos desaprobaron la continua tendencia a cortar los solos cortos de Tina. González le dio a su versión de "I Follow Rivers" una "B" y comentó: "¿Tina alguna vez podrá terminar una canción? Bueno, a juzgar por los 20 segundos que vimos, ciertamente lo merece". Futterman calificó su actuación "principalmente en el lugar", y Michael Slezak de TVLine señaló: "¿Por qué cada vez que Tina canta, recuerda su lamentable My Funny Valentine, las cosas terminan de forma extraña? Ojalá nos hubiéramos puesto más vocales y un poco menos abucheo en un episodio sobre los talentos subestimados del club". Exton sugirió: "¿Tal vez ella tenga la oportunidad de hacer una canción de alivio no cómica en su totalidad para la temporada 5?". A Flandez no le gustó su actuación comentó que ella sonaba "como un cisne blanco agitándose".
El desempeño de Holly de "Turning Tables" fue considerado inferior al original. Futterman la llamó la menos favorita de las portadas de Paltrow hasta la fecha y dijo que su voz "carecía de la textura que hizo que la versión de Adele fuera tan desgarradora". González le dio la calificación más baja del episodio, una "B -", y Semigran opinó que si bien Paltrow es "una cantante bastante agradable", ella "de ninguna manera tiene las habilidades" que requiere la canción. Mientras Flandez lo llamó un "giro de robo de escenas" y lo elogió visual y vocalmente, notó que Paltrow carece de la veracidad de Adele.
"Ain't No Way" de Mercedes fue nombrada la mejor interpretación del episodio por Futterman, quien disfrutó de su "voz poderosa", y Jarett Wieselman del New York Post, quien lo llamó "increíble", y elogió a Foco puesto en Mercedes después de una temporada que no pudo mostrarla. Flandez describió el número como "cantado con glamour como [la] estrella que es", y esperaba que fuera mejor en el futuro. En contraste, Reiter lo calificó como "una interpretación restringida", pero "de todos modos se cantó a la perfección", y González luchó por conectarse con la canción "inusualmente característica", aunque observó que para Mercedes "aún es 10 veces mejor que lo normal" le otorgó una "B+".